# Paul Côté
Paul Côté  est un skipper canadien né le 28 janvier 1944 à Vancouver et mort le 19 juillet 2013 dans la même ville. 

## Carrière
Paul Côté remporte lors des Jeux olympiques d'été de 1972 la médaille de bronze en Soling.